# Walter Thys
Walter Leo Lodewijk Karel Thys (Antwerpen, 29 maart 1924 - Gent, 26 oktober 2015) was een Belgisch-Frans Neerlandicus.

## Loopbaan
Walter Thys was de zoon van Karel Thys en Félicie Temmerman.
Na het middelbaar onderwijs (Grieks-Latijn) aan het Koninklijk Atheneum Berchem (1936-1942) behaalde hij de Licentie Germaanse Filologie aan de Universiteit Gent (1942-1946).
In 1946-1947 studeerde hij (met een reisbeurs van het Belgisch-Nederlands Cultureel Akkoord) Nederlandse taal- en letterkunde aan de Universiteit Leiden.
Van eind 1947 tot eind 1951 was hij “Vlaams medewerker” aan het Woordenboek der Nederlandsche Taal in de Universiteitsbibliotheek Leiden.
In 1951 promoveerde hij tot doctor in de Letteren en Wijsbegeerte (groep Germaanse Filologie) aan de Universiteit Gent met een proefschrift over De Kroniek van P. L. Tak. Brandpunt van Nederlandse cultuur in de jaren negentig van de vorige eeuw. Dit proefschrift werd in 1952 door de Koninklijke Vlaamse Academie voor Nederlandse Taal- en Letterkunde met goud bekroond.
Van 4 januari tot 30 september 1952 was hij leraar Nederlands en Engels, eerst aan het Koninklijk Atheneum Keerbergen en nadien te Lier.
Van 1 oktober 1952 tot 30 september 1958 werd hij gedetacheerd als assistent bij de Leerstoel Nederlandse Literatuurgeschiedenis aan de Universiteit Gent.
Gedurende het academiejaar 1952-1953 werd hij tevens belast met de cursus “Geschiedenis van de Nederlandse taal- en letterkunde” aan het Universitair Instituut voor de Overzeese Gebieden te Antwerpen.
In het kader van het Belgisch-Frans Cultureel Akkoord en het ruilakkoord tussen de Universiteiten Gent en Rijsel werd hij op 19 november 1953 lector in de Nederlandse taal- en letterkunde en cultuurgeschiedenis aan de Université de Lille III (later “Université Charles de Gaulle-Lille III”).
Van 1 oktober 1958 tot 30 september 1960 was hij “bevoegdverklaard navorser” bij het Nationaal Fonds voor Wetenschappelijk Onderzoek.
Bij K.B. van 30 december 1959 werd hij benoemd tot parttimedocent in de vergelijkende letterkunde aan de Universiteit Gent.
In 1960 trouwde hij met Elizabeth Wouters die hem vier kinderen schonk.
Hij organiseerde in 1961 in Den Haag een eerste “Colloquium van neerlandici extra muros”, de start van de driejaarlijkse Colloquia Neerlandica, waaruit in 1970 de oprichting volgde van de Internationale Vereniging voor Neerlandistiek (IVN), die hij tot in 1976 heeft geleid, waarna hij (in 1985) tot erevoorzitter van de IVN werd benoemd.
In 1975 werd hij in de Université de Lille bevorderd tot “maître de conférences” en in 1979 tot “professeur titulaire”.
In 1977 richtte hij aan de Université de Lille III een door de Vlaamse Overheid gefinancierd “Centre d’Etudes néerlandaises” (C.E.N.) op met als opdracht, door middel van gastcolleges, voordrachten, films en dergelijke ook buiten de Universiteit belangstelling voor de Nederlanden en de studie van het Nederlands te wekken.
Het centrum organiseerde eveneens het jaarlijks door de Nederlandse Taalunie en de IVN ingestelde examen tot het behalen van het “Certificat de néerlandais, langue étrangère”.
Bij het departement “Formation Continue & Education Permanente” (F.C.E.P.) was hij verantwoordelijk voor het avondonderwijs van het Nederlands; hij zorgde er tevens voor dat de opleiding Nederlands in het departement “Télé-Enseignement" werd opgenomen.
Intussen was Lille III de eerste universiteit in Frankrijk geworden waar het Nederlands op alle niveaus als hoofdvakstudie in de Unité d’Enseignement et de Recherche des Langues Germaniques (allemand, néerlandais, suédois) kon worden gekozen. Hij nam het initiatief tot een tweede ruilakkoord tussen de Universiteiten Gent en Rijsel waarbij aan studenten en doctorandi van de ene universiteit de mogelijkheid werd geboden, hun studie en/of onderzoek in de andere universiteit voort te zetten. Hij organiseerde tevens vergaderingen van de vrije docenten Nederlands in Frans-Vlaanderen.
Zie voor een meer gedetailleerd overzicht van het programma onder zijn leiding de brochure L'Enseignement du néerlandais à l'Université Charles de Gaulle en 1988-1989 (C.E.N.).
Hij werd in 1987 aan de Universiteit Gent tot hoogleraar bevorderd en in 1989 tot het emeritaat toegelaten.

## Studiereizen en buitenlandse gastcolleges
In 1954-1955 was hij laureaat in het reisbeurzenconcours van het Belgisch Ministerie van Onderwijs en dankzij een “Fulbright Travel Grant” verbleef hij gedurende zes maanden als “research fellow” aan de Harvard en Yale Universiteiten in de V.S. om er colleges te volgen en onderzoek te doen in de vergelijkende en de algemene literatuurwetenschap (o.m. bij René Wellek en Erich Auerbach).
In 1964 was hij – opnieuw met een “Fulbright Travel Grant” – gedurende een semester “visiting associate professor” in de vergelijkende letterkunde en de neerlandistiek aan de Universiteit van Indiana in Bloomington, Indiana. Hij hield lezingen op meerdere congressen van de “International Comparative Literature Association” (I.C.L.A.) en van de “Association française de Littérature Comparée” (A.F.L.C.).
In 1972 hield hij gastcolleges aan de Karl-Marx-Universität in Leipzig en de Martin-Luther-Universität in Halle (Saale), DDR, en in 1977, met een reisbeurs van het Vlaams Ministerie van Nederlandse Cultuur, aan meerdere universiteiten in Zuid-Afrika.

## Lidmaatschappen
- Bestuurslid van de Nederlands-Vlaamse Vereniging “Noord En Zuid”
- Lid van de Maatschappij der Nederlandse Letterkunde te Leiden
- Lid van de Zuid-Nederlandse Maatschappij voor Taal- en Letterkunde en Geschiedenis
- Lid van de Conferentie der Nederlandse Letteren
- Lid van de Fulbright Alumni Association
- Erevoorzitter van de Internationale Vereniging voor Neerlandistiek (IVN)

## Onderscheidingen
- In 1952 kreeg hij de Medaille van Verdienste van de Stad Gent voor zijn doctoraatsproefschift.
- In 1965 werd hij tot Officier in de Orde van Leopold II benoemd.
- In 1978 werd hem het insigne van Officier in de Orde van Oranje Nassau verleend.

## Publicaties in boekvorm
- De Kroniek van P.L. Tak. Brandpunt van Nederlandse cultuur in de jaren negentig van de vorige eeuw, Gent, Koninklijke Vlaamse Academie voor Taal- en Letterkunde, 1955. Reeks VI, nr.73, 362 p. (als handelseditie: Amsterdam-Antwerpen, Wereldbibliotheek N.V., 1956).
- De Neerlandistiek in het buitenland. Het universitair onderwijs in de Nederlandse taal- en letterkunde, cultuur- en politieke geschiedenis buiten Nederland en België, Den Haag, Werkcommissie van hoogleraren en lectoren in de neerlandistiek aan buitenlandse universiteiten, 1967, 243 p. (red. met dr. J.M. Jalink).
- Actes des Journées du néerlandais (Université de Lille III, 7-8-9 mai 1974), Presses de l'Université de Lille III, Lille, 1976, 111 p. Sous la rédaction de W.Thys, avec un avant-propos par Pierre Deyon, président de l'Université de Lille III.
- Vondel et la France, Villeneuve d'Ascq, Presses de l'Université de Lille (Collection UL3), 1988, 187 p. dont 8 illustrations. Traduit du néerlandais par Marie Cayol, Jacques Deleye, Georges Patrick De Verrewaere, Armand Héroguel, Daria Lancial, Francis Persyn et Laurent Réguer.
- L'Enseignement du néerlandais à l'Université Charles de Gaulle en 1988-1989, publié à l'occasion du 40e anniversaire de l'introduction des cours de néerlandais à la Faculté des Lettres de Lille, Villeneuve d'Ascq, Centre d'Etudes néerlandaises (Flandre & Pays-Bas), 1989, 128 p. (sous la rédaction de Walter Thys et de l'équipe des enseignants de la Section de néerlandais).
- Insulensis. Twintig gedichten. Vingt poèmes néerlandais traduits en français, Lille, Atelier National de Reproduction des Thèses, 1991. De vertalers waren collega’s, studenten en oud-studenten.
- André Jolles (1874-1946). "gebildeter Vagant". Brieven en documenten, bijeengebracht, ingeleid en toegelicht door –. Amsterdam, Amsterdam University Press & Leipzig, Leipziger Universitätsverlag GmbH, 2000, 1173 p. (66 illustraties).
- Ein Landsturmmann im Himmel. Flandern und der Erste Weltkrieg in den Briefen von Herman Nohl an seine Frau, zusammengetragen, eingeleitet und erläutert von –. Leipzig, Leipziger Universitätsverlag, 2005, 359 p. (44 illustraties).
- Intra & Extra Muros. Verkenningen, voornamelijk in de neerlandistiek en het comparatisme. Delft, Eburon Academic Publishers, 2008, 403 p. (11 illustraties).
- André Jolles, Eenvoudige Vormen. Legende, sage, mythe, raadsel, spreuk, casus, memorabile, sprookje, grap. Uit het Duits vertaald en toegelicht door –. Delft, Eburon, 2009, 306 p.
- Vom Wandervogel zum "Compañero". Jan Andries Jolles (1906-1942). Soldat der Weltrevolution. Dokumente zu einer Biographie. Leipzig, Leipziger Universitätsverlag, 2012, 393 p. (63 illustraties).

… alsook een aantal opstellen in binnen- en buitenlandse tijdschriften en verzamelwerken.
- Bibliothèque nationale de France: cb119266309 (data)
- Digitale Bibliotheek voor de Nederlandse Letteren: thys001
- Gemeinsame Normdatei: 10813234X
- International Standard Name Identifier: 0000 0000 8140 3290
- Library of Congress Control Number: n88677209
- Nationale Bibliotheek van Israël: 987007279535505171
- Nationale Bibliotheek van Polen: a0000002629488
- Nederlandse Thesaurus van Auteursnamen: 068143842
- Système universitaire de documentation: 027163067
- Virtual International Authority File: 61553059
- WorldCat: E39PBJyCJXbFKGW4YDycXXvPwC

1. ↑  Walter Thys (1924-2015): pionier van het Nederlands in Frankrijk. Stichting Ons Erfdeel (29 oktober 2015). Geraadpleegd op 20 september 2016. “Walter Thys wordt zaterdag 31 oktober in Gent begraven.”